# Thyrsites
Thyrsites is een monotypisch geslacht van straalvinnige vissen uit de familie van de slangmakrelen (Gempylidae), orde van baarsachtigen (Perciformes).

## Soort
- Thyrsites atun Euphrasen, 1791 (Snoekmakreel)